# Sternbergia lutea
Осінник жовтий (Sternbergia lutea) — вид рослини родини Амарилісові.

## Назва
В англійській мові має назву «зимовий нарцис» (англ. winter daffodil).

## Будова
Квіти розміром 5 см, має 6 тичинок і одну маточку. Надземні частини відмирають влітку. Нове листя з'являється восени і залишається усю зиму.

## Поширення та середовище існування
Зростає у Середземномор'ї від Іспанії до Ірану, в Росії.

## Практичне використання
Здавна культивується як декоративна рослина.

## Галерея

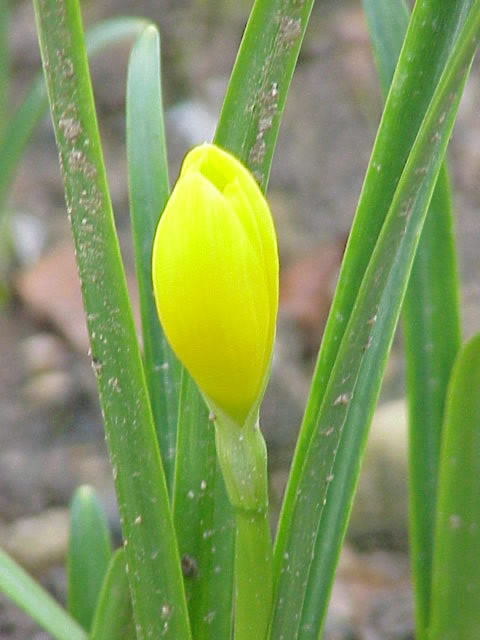
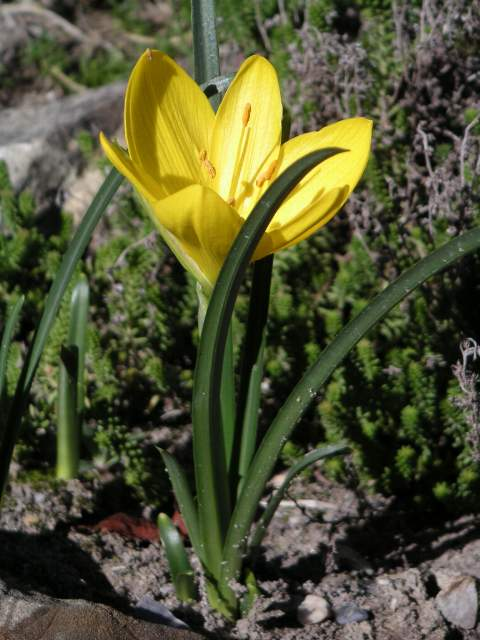
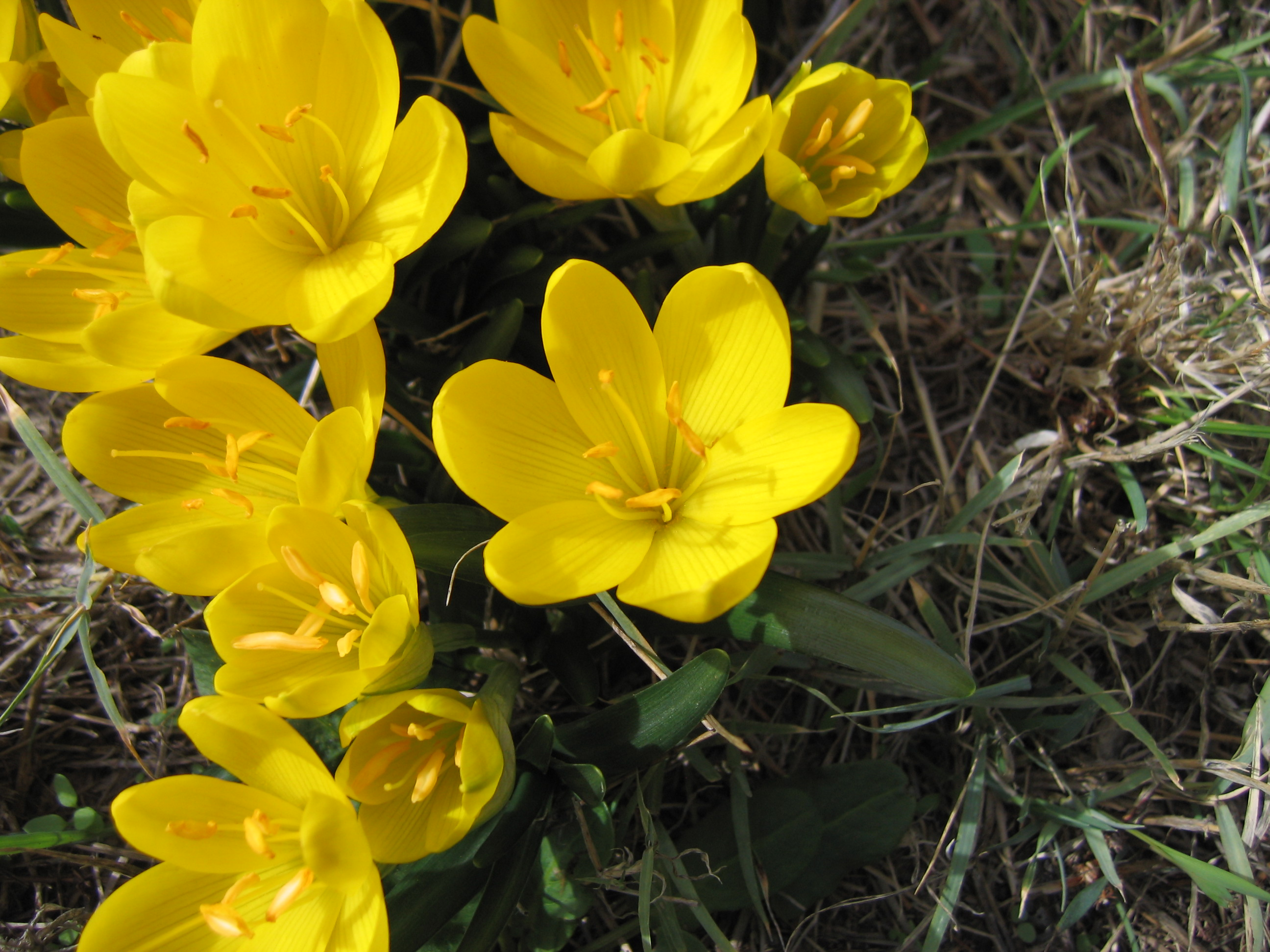